# Nigorella albimana
Nigorella albimana is een spinnensoort in de taxonomische indeling van de springspinnen (Salticidae).
Het dier behoort tot het geslacht Nigorella. De wetenschappelijke naam van de soort werd voor het eerst geldig gepubliceerd in 1902 door Simon.